# Східносибірське море
Східносибірське море (рос. Восточно-Сибирское море) — окраїнне море Північного Льодовитого океану, біля північно-східних берегів Азії, між Новосибірськими островами і островом Врангеля; площа 913 тис. км², об'єм 49 тис. км³, середня глибина 66 м, найбільша глибина 358 м.

## Назва
Якутською мовою «Илин Сибиирдээҕи байҕал».

## Межі моря

Межі Східносибірського моря

Міжнародна гідрографічна організація так визначає межі Східносибірського моря:
- На заході: східна межа моря Лаптєвих, від північного краю острова Котельний — через острів Котельний до мису Медвежий. Потім через Малий острів, до мису Вагіна на острові Великий Ляховський. Далі до мису Святий Ніс на материку.
- На півночі: лінія від північної точки острова Врангеля (179° 30' зх. д.) до північного краю островів Де-Лонга (у тому числі острови Генрієтти і Жаннетти) і острів Беннетта, звідти до північного краю острова Котельний.
- На сході: від північної точки острова Врангеля через цей острів до мису Блоссем звідти до мису Якан на материку (176° 40' сх. д.).

## Географія
Море має мало островів. Берегова лінія Східносибірського моря утворює великі вигини, що місцями глибоко заходять до суходолу, місцями виступаючі в море, між якими є ділянки з рівною лінією берега. Невеликі звивини зустрічаються рідко і зазвичай приурочені до гирл річок. За характером ландшафтів західна частина узбережжя Східносибірського моря різко відрізняється від східної. На ділянці від Новосибірських островів і до гирла Колими до моря підходить заболочена тундра. Береги низовинні і пологи. На схід від Колими узбережжя стає гористим. Від гирла Колими до острова Айон прямо до води підходять невисокі пагорби, місцями круто уриваються. Чаунську губу обрамляють невисокі, але круті рівні берега. Підводний рельєф шельфу, що утворює ложе цього моря, в загальних рисах є рівниною, нахиленою з південного заходу на північний схід. Дно моря не має значних западин і підвищень. Переважають глибини до 20—25 м. На північний схід від гирла Індигірки і Колими на морському дні є глибокі жолоби — імовірно, що це сліди древніх річкових долин, нині залитих морем. Область малих глибин у західній частині моря утворює Новосибірську мілину. Найбільші глибини є в північно-східній частині моря, але вони ніде не перевищують 100 м. Різке збільшення глибин відбувається в проміжку від 100 до 200 м.

## Гідрологія
Море має порівняно невеликий материковий стік. Він становить близько 250 км³/рік, з них Колима надає 132 км³/рік води, Індигірка — 59 км³/рік. Усі інші річки разом надають приблизно 35 км³/рік. Уся річкова вода надходить у південну частину моря, причому приблизно 90 % стоку припадає на літні місяці. Невелика потужність потоків не дає річковій воді змоги поширюватися далеко від гирл навіть під час максимального стоку. У зв'язку з цим при настільки великих розмірах Східносибірського моря береговий стік істотно не впливає на його загальний гідрологічний режим, а лише обумовлює деякі гідрологічні особливості прибережних ділянок у літню пору.
Високі широти, велика льодовитість і малий річковий стік визначають головні риси гідрологічних умов, у тому числі розподіл і просторово-часову мінливість океанологічних характеристик у Східносибірське море.
Температура води на поверхні в усі сезони загалом знижується з півдня на північ. Узимку вона близька до точки замерзання і поблизу гирл річок дорівнює –0,2…–0,6 °C, а у північних меж моря –1,7…–1,8 °C. Улітку розподіл поверхневої температури обумовлено льодовою обстановкою. Температура води в затоках і бухтах досягає +7…+8 °C, а у відкритих вільних від льоду районах тільки +2…+3 °C, а у кромки льоду вона близька до 0 °C.
Зміна температури води з глибиною взимку і навесні мало помітно. Лише поблизу гирла великих річок вона знижується від –0,5 °C у підлідних горизонтах до –1,5 °C у дна. Улітку на вільних від криги просторах температура води трохи знижується від поверхні до дна в прибережній зоні на заході моря. У його східній частині поверхнева температура спостерігається в шарі 3—5 м, звідки вона різко знижується до горизонтів 5—7 м і далі йде її плавне зниження до дна. У зонах впливу берегового стоку однорідна температура охоплює шар до 7—10 м, між горизонтами 10—15—20 м вона різко, а далі плавно знижується до дна.

### Солоність
Солоність на поверхні в загальному збільшується від південного заходу на північний схід. Взимку і навесні вона дорівнює 4—5 ‰ поблизу гирл Колими і Індигірки, досягає величин 24—26 ‰ у Ведмежих островів, збільшується до 28—30 ‰ в центральних районах моря і підвищується до 31—32 ‰ на його північних околицях. Влітку в результаті припливу річкових вод і танення льодів величини поверхневої солоності зменшуються до 18—22 ‰ в прибережній зоні, 20—22 ‰ у Ведмежих островів, 24—26 ‰ на півночі у кромки танучих льодів.
Солоність збільшується з глибиною. Взимку на більшій частині акваторії вона незначно збільшується від поверхні до дна. Лише на північному заході, куди проникають океанські води з півночі, солоність збільшується від 23 ‰ в верхньому шарі завтовшки 10—15 м до 30 ‰ у дна. Поблизу гирлових ділянок верхній опріснений шар до горизонтів 10—15 м підстеляють солоніші води. З кінця весни і влітку на вільних від льоду просторах утворюється опріснений шар завтовшки 20—25 м, в якому солоність збільшується з глибиною. (до глибин 20—25 м опріснення охоплює всю товщу вод). У глибших акваторіях на півночі і сході моря на горизонтах 5—7—10 м, місцями 10—15 м солоність різко збільшується, а далі плавно і трохи підвищується до дна. Горизонтальний і вертикальний розподіл солоності в море багато в чому визначається льодовою обстановкою і материковим стоком.

### Течії і конвекція
Восени і взимку вода щільніше, ніж навесні і влітку. Щільність більше на півночі і сході, ніж на заході моря, куди проникають опріснені води з моря Лаптєвих, але ці відмінності невеликі. Зазвичай щільність збільшується з глибиною. Її розподіл по вертикалі схоже з ходом солоності в товщі води.
Різна ступінь перешаровуванні вод по щільності створює неоднакові умови для розвитку перемішування в різних акваторіях Східносибірського моря. На відносно слабко стратифікованих і вільних від криги просторах сильні вітри влітку перемішують воду до глибин 20—25 м (в акваторіях завглибшки до 25 м, вітрове перемішування поширюється до дна). В акваторіях різкого розшарування вод по щільності вітрове перемішування проникає лише до горизонтів 10—15 м, де його обмежують значні вертикальні градієнти щільності.
Восени і взимку конвекція в Східно-Сибірському морі відбувається на глибинах 40—50 м, які займають понад 72 % всієї його площі, проникає до дна. До кінця холодного сезону зимова вертикальна циркуляція поширюється до горизонтів 70—80 м, де її обмежує або дно, або стійка щільність вод.
Внаслідок мілководності і відсутності глибоких жолобів, що виходять за північні межі Східносибірського моря, переважну частину його просторів від поверхні до дна займають поверхневі арктичні води з відповідними характеристиками. Лише в порівняно обмежених пригирлових акваторіях поширена опріснена вода, що має підвищену температуру і низьку солоність.
Постійні течії на поверхні Східно-Сибірського моря утворюють слабо виражену циклонічну циркуляцію. Уздовж материкового узбережжя спостерігається стійке перенесення вод із заходу на схід. Біля мису Біллінгса частина з них спрямовується на північ і північний захід, виноситься до північних околиць моря, де включається до течії, що прямує на захід. При різних синоптичних ситуаціях змінюється і рух вод. В одних випадках, переважають виносні, а в інших — натискні течії, наприклад, у районі протоки Лонга. Частина вод зі Східносибірського моря через цю протоку виноситься до Чукотського моря. Постійні течії часто порушуються вітровими, які нерідко бувають сильнішими постійних. Вплив припливних течій відносно невеликий.

### Припливи
У Східносибірському морі спостерігаються правильні півдобові припливи. Їх викликає припливна хвиля, яка входить у море з півночі і рухається до узбережжя материка. Фронт її витягнутий із північного заходу на схід-південний схід від Новосибірських островів до острова Врангеля.
Найвиразніше припливи виражені на північному заході і так півночі, де припливна хвиля тільки входить у межі моря. У міру руху на південь вони слабшають, так як океанська припливна хвиля в значній мірі гаситься на мілководді, тому на ділянці від Індигірки до м. Шелагського припливні коливання рівня майже не помітні. На захід і на схід цієї акваторії величина припливу теж мала (5—7 см). У гирлі Індигірки конфігурація берегів і рельєф дна сприяють збільшенню припливів до 20—25 см. Значно більш розвинені на узбережжі материка зміни рівня, викликані метеорологічними причинами.
Річний хід рівня моря характеризується максимально високим його положенням у червні-липні, коли має місце рясний приплив річкових вод. Скорочення материкового стоку в серпні веде до зниження рівня на 50—70 см. У результаті переважання нагінних вітрів восени, в жовтні відбувається підйом рівня. Взимку рівень знижується і в березні-квітні досягає свого найнижчого положення.
Влітку вельми яскраво виражені згінно-нагінні явища, при яких коливання рівня часто бувають 60—70 см. У гирлі Колими і в протоці Дмитра Лаптєва вони досягають максимальних для всього моря величин (2,5 м). Швидка і різка зміна положень рівня — одна з характерних рис прибережних районів моря.
На вільних від льоду просторах моря розвивається значне хвилювання. Воно буває найсильнішим при штормових північно-західних і південно-східних вітрах, що мають найбільші розгони над поверхнею чистої води. Максимальні висоти хвиль досягають 5 м, зазвичай їх висота 3—4 м. Сильне хвилювання спостерігається головним чином у кінці літа — початку осені (вересень), коли кромка льоду відступає на північ. Західна частина моря більш бурхлива, ніж східна. Його центральні райони відносно спокійні.

## Господарська діяльність

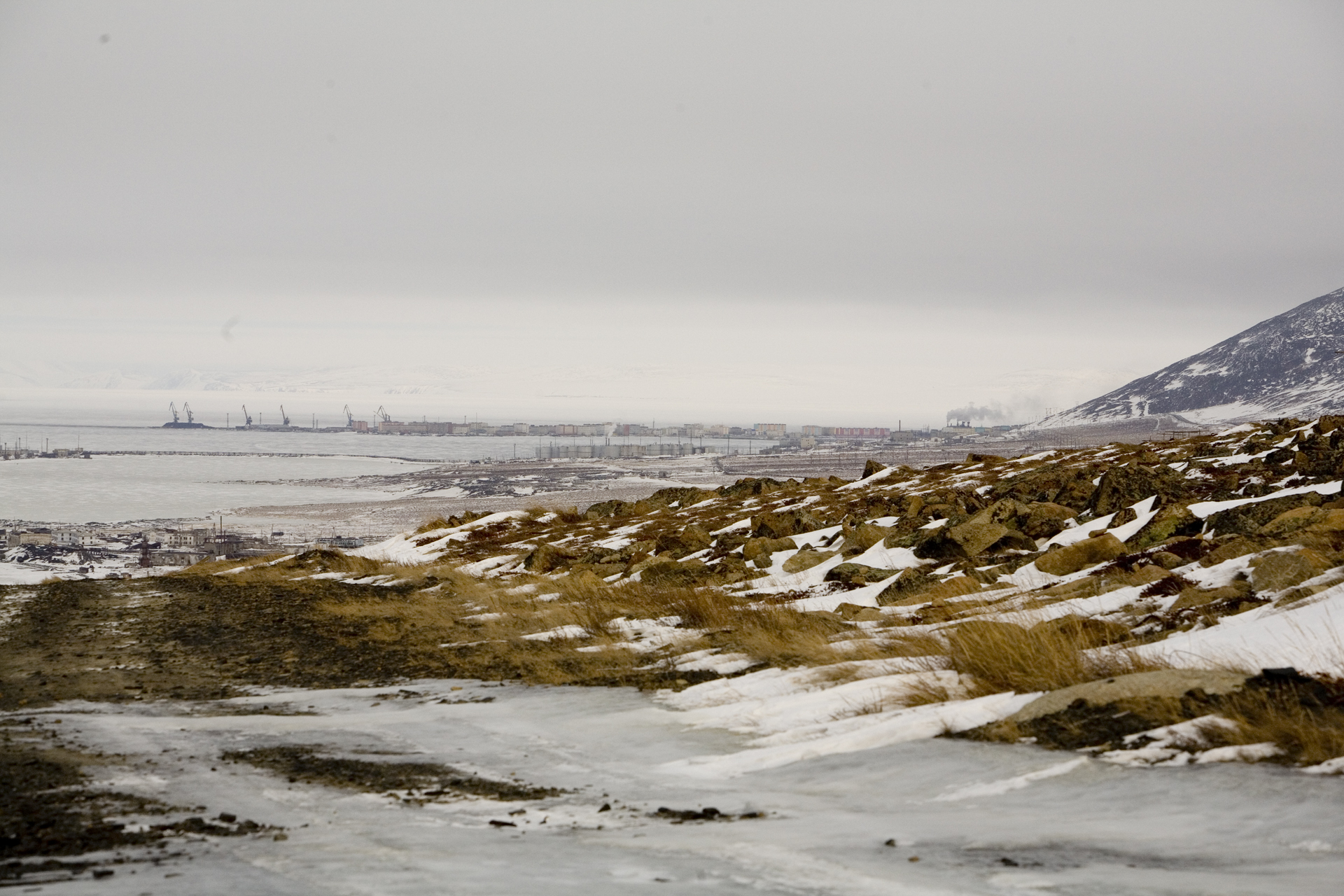
Вид на Певек

Південне узбережжя моря розділене між Республікою Саха на заході і Чукотським автономним округом Росії на сході. Прибережні поселення нечисленні, з типовою чисельністю нижче 100 осіб. Єдине місто — Певек (населення 5206 осіб), який є найпівнічним містом Росії. Поруч із Ленінградським і Певеком є копальні золота, але багато шахт було недавно закрито, наприклад, олов'яні рудники в Певеку в 1990-х роках, що призвело до відтоку населення. Так, поселення Логашкіно, яке раніше було значущим портом Східно-Сибірського моря, було ліквідовано 1998 року.
Море використовується переважно для перевезення вантажів через північне узбережжя Росії в серпні-вересні. Навігація ускладнюється плавучим льодом (навіть влітку). Рибальство і мисливство на морських тварин досі практикуються як традиційні види діяльності, але мають тільки місцеве значення. Основні промислові види: лосось, палтус і краби. У 2005 році було виловлено риби (тисяч тонн): сардини (1,6), омуль (1,8), Coregonus laurettae (2,2), сиг-чир (2,7), муксун (2,8), інші (3,6).
Основним портом є Певек (у Чаунській губі). Після розпаду Радянського Союзу комерційне судноплавство в Арктиці занепало. На початку XXI століття більш-менш регулярні перевезення здійснюються тільки між Певеком і Владивостоком. Порти на північному сибірському узбережжі, які розташовані між Дудінкою і Певеком, майже не використовуються.
З 1944 року більша частина електроенергії в регіоні забезпечується тепловою електростанцією у Певеці потужністю 30 МВт. Вона старіє і споживає багато пального, яке потрібно привозити здалеку. Існував проект заміни станції на плавучу АЕС потужністю 70 МВт до 2015 року, проте він так і не був реалізований.

## Порти
Певек, Амбарчик, Черський.

## Клімат
Акваторія моря лежить в арктичному кліматичному поясі. Цілий рік переважає полярна повітряна маса. Льодовий покрив цілорічний. Низькі температури повітря цілий рік. Атмосферних опадів випадає недостатньо. Холодні зима і літо.

## Біологія
Акваторія моря утворює окремий екорегіон моря арктичної зоогеографічної провінції. У [Зоогеографічне районування|Зоогеографічно]] донна фауна континентального шельфу й острівних мілин до глибини 200 м належить до арктичної циркумполярної області арктичної зони.

### Флора і фауна
Флора і фауна досить мізерні через суворий клімат. Літнє цвітіння планктону коротке, але інтенсивне, воно дає 5 мільйонів тонн планктону в серпні і вересні, тоді як річний обсяг становить 7 мільйонів тонн. Живильні речовини в воді переважно забезпечуються річковим стоком і прибережною ерозією. У планктонних видах переважають тихоокеанські види веслоногих.
На морських берегах і крижаних полях мешкають кільчасті нерпи, лахтаки, моржі та білі ведмеді. Птахи включають мартинів, кайр і бакланів. Морські води часто відвідують гренландський кит, сірий кит, білуха і нарвал. Основними видами риб є харіус і сиг, у тому числі муксун, сиг-чир і омуль. Також поширені полярна корюшка, Boreogadus saida, Eleginus gracilis, камбала і палія арктична.

## Острови
- Ведмежі острови

Острови Східносибірського моря
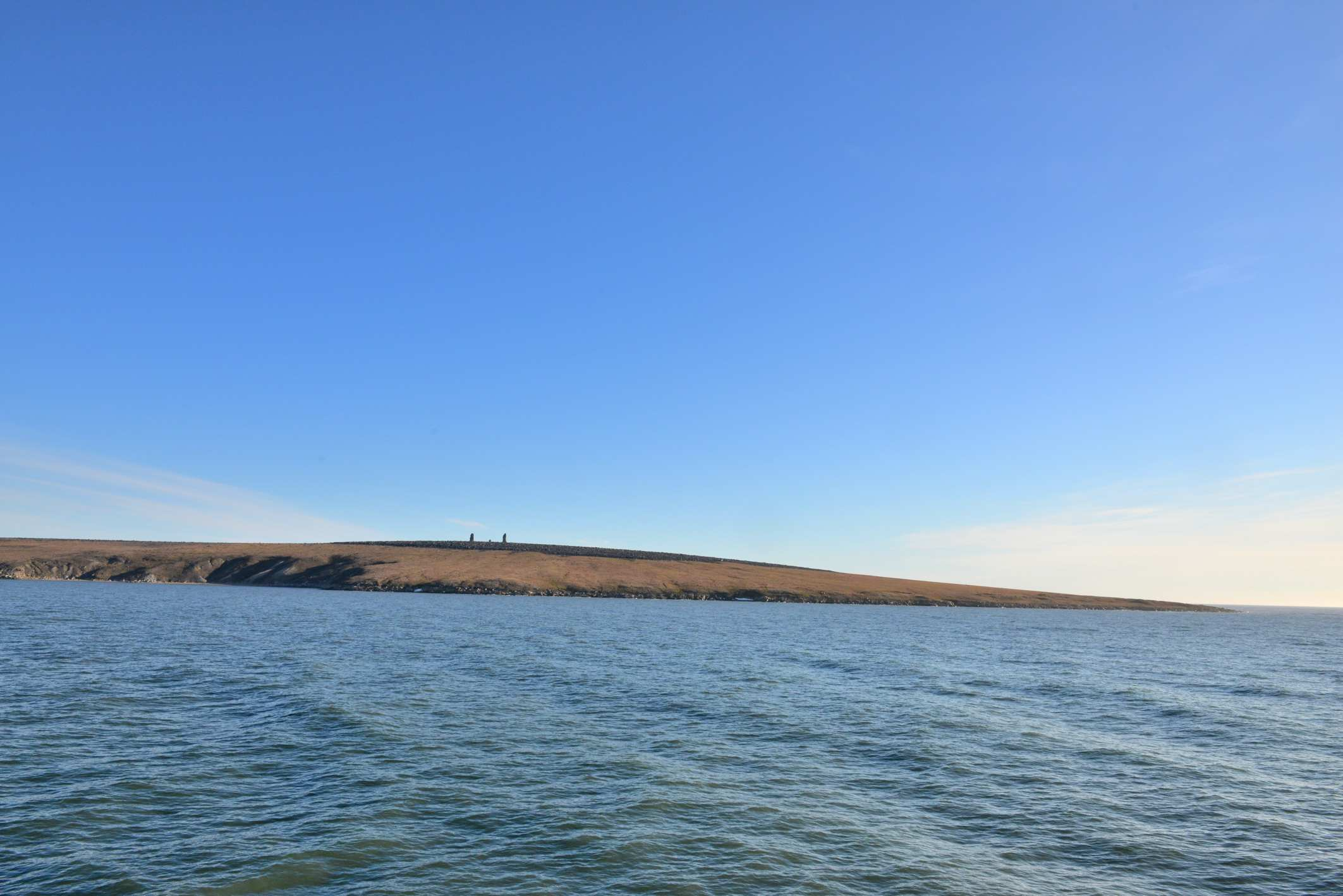
Чотирьохстовповий
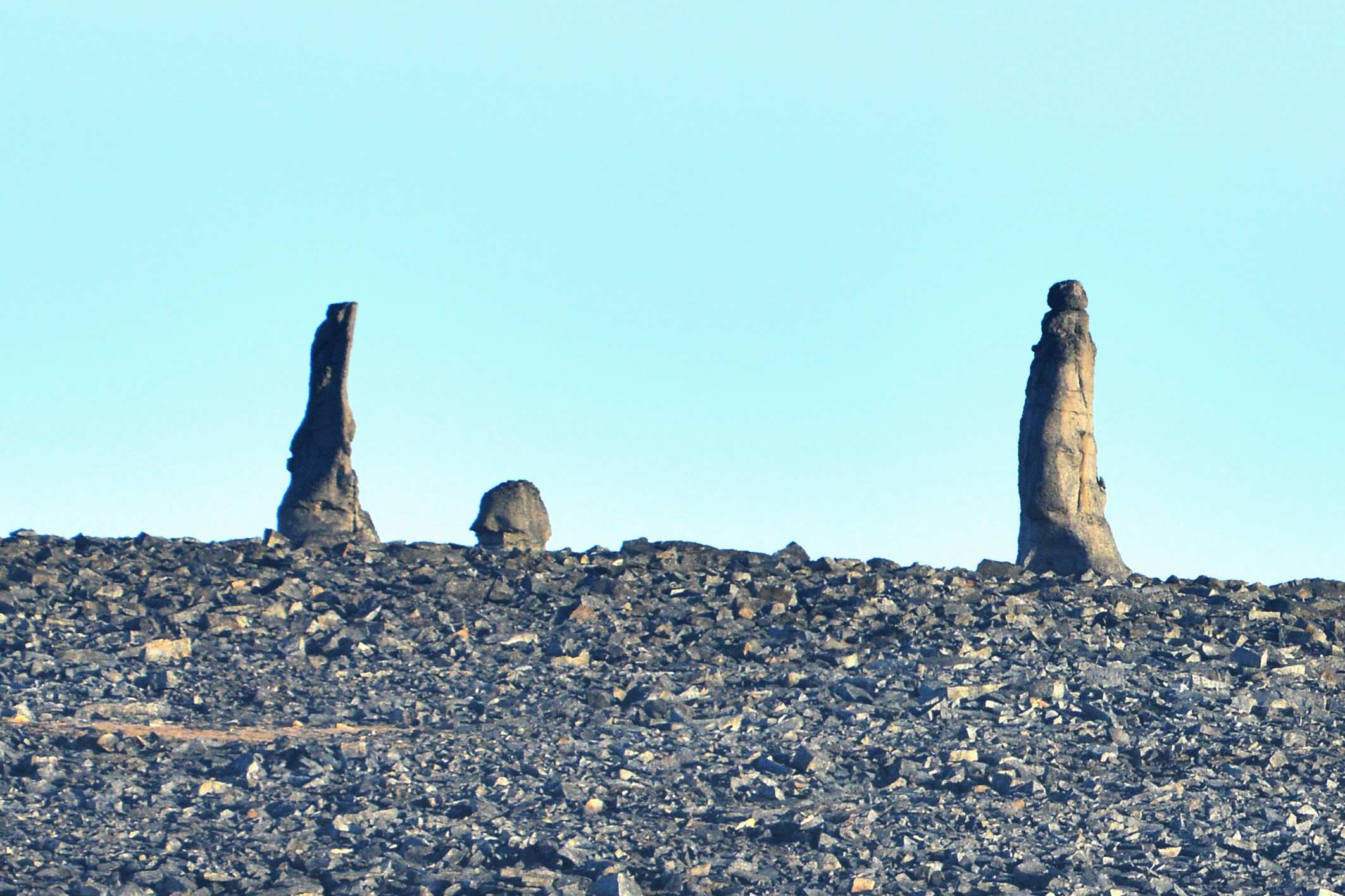
Чотирьохстовповий
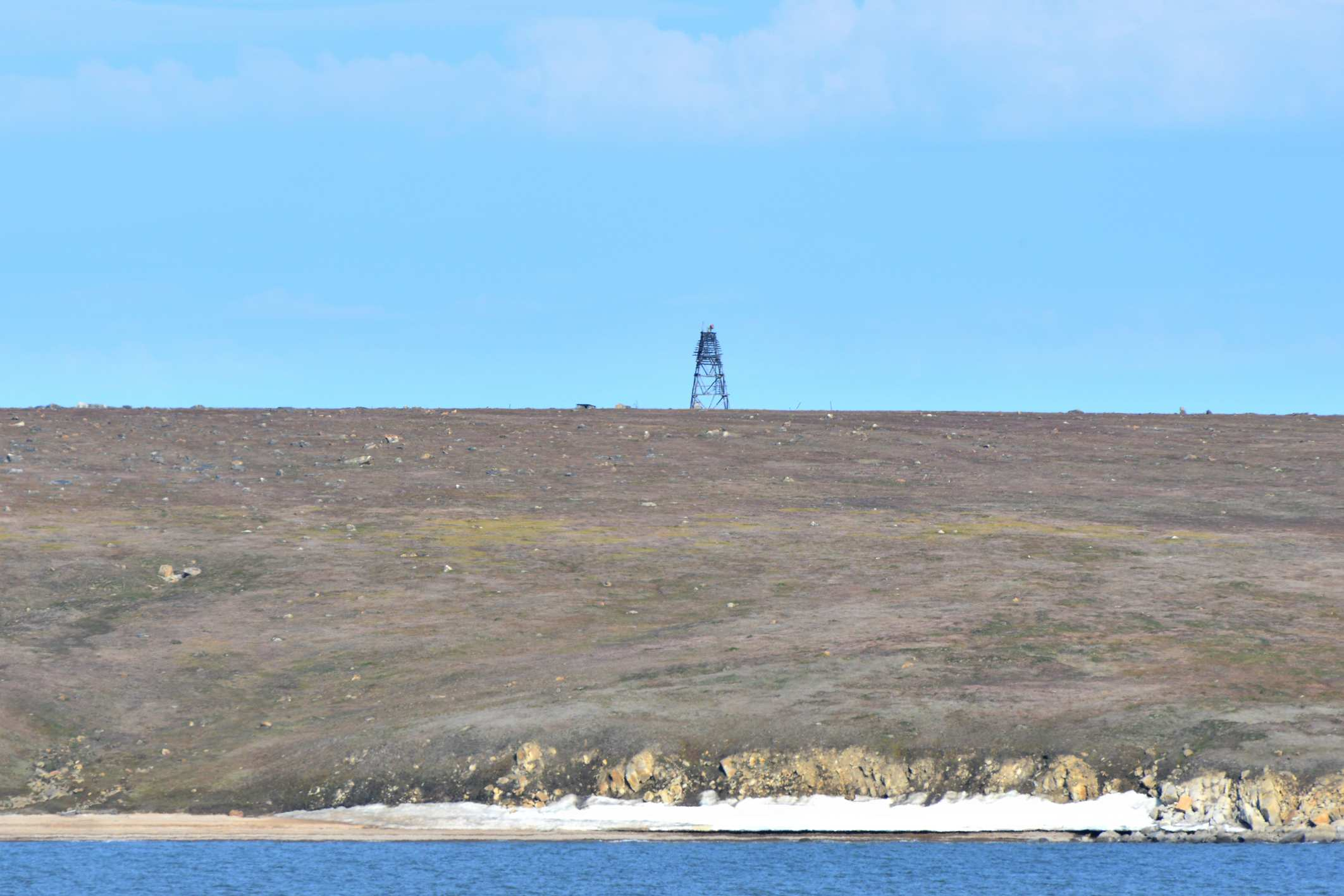
Крестовський
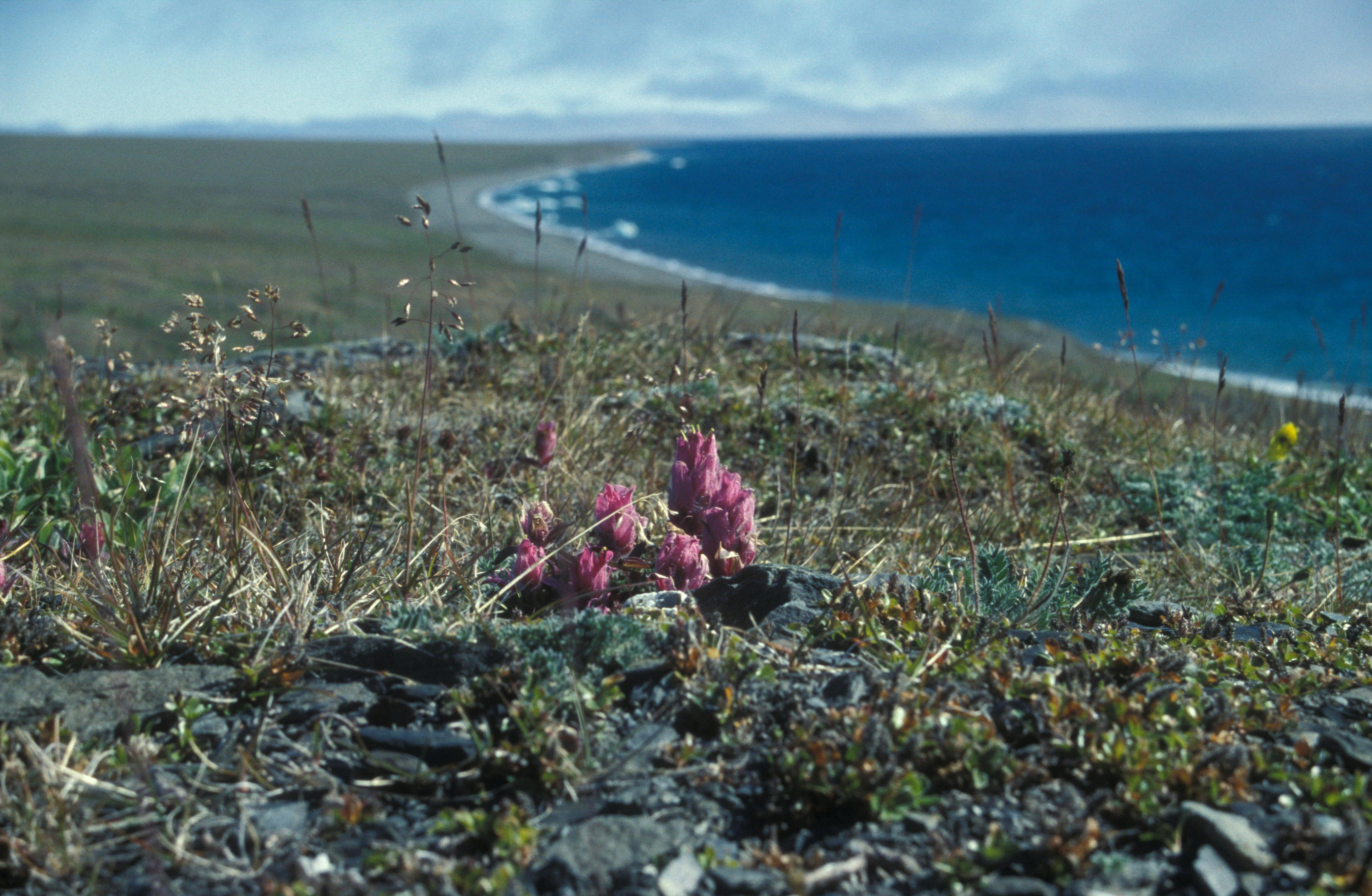
Врангеля, Східносибірське узбережжя